# ¡Demolición! The Complete Recordings
¡Demolición! The Complete Recordings es un álbum recopilatorio de la banda peruana Los Saicos. Este fue lanzado en España con el sello de la disquera Munster Records el 2010. Es una colección que contiene todos los temas de la banda desde 1964 hasta 1966.
En el 2010, un bloguero de música anunció este proyecto sin que la banda lo confirmara, aunque tuvo muchas ventas los Saicos nunca la aprobaron.
El disco se lanzó en formato vinilo, CD y casete; todos con la portada casi diferente.

## Lista de canciones
| N.º | Título                             | Duración |  |
| 1.  | «Come On (Vamos)»                  | 2:41     |  |
| 2.  | «Ana»                              | 2:01     |  |
| 3.  | «Demolición»                       | 2:53     |  |
| 4.  | «Lonely Star (Estrella Solitaria)» | 2:46     |  |
| 5.  | «Camisa de Fuerza»                 | 2:52     |  |
| 6.  | «Cementerio»                       | 2:20     |  |
| 7.  | «Te Amo»                           | 2:22     |  |
| 8.  | «Fugitivo de Alcatraz»             | 2:52     |  |
| 9.  | «Salvaje»                          | 2:41     |  |
| 10. | «El Entierro de los Gatos»         | 3:23     |  |
| 11. | «Besando a Otra»                   | 2:41     |  |